# هاسکوو
خاصکوی شهری در استان خاسکوو کشور بلغارستان است که جمعیت آن در سال ۲۰۰۱ میلادی ۸۰٬۸۷۰ نفر بوده‌است.
این شهر مرکز استان خاسکوو است و در نزدیکی مرز با یونان و ترکیه قرار دارد. هاسکوفو یکی از ده شهر پرجمعیت بلغارستان است و جمعیت این شهر در سال ۲۰۲۱، ۶۷۰۸۶ نفر بوده است.